# Kaliforniai kengurupatkány
A kaliforniai kengurupatkány (Dipodomys californicus) az emlősök (Mammalia) osztályának, a rágcsálók (Rodentia) rendjébe, ezen belül a tasakosegér-félék (Heteromyidae) családjába tartozó faj.

## Előfordulása
Az Amerikai Egyesült Államok ezen államaiban: Kalifornia, Nevadában és Oregonban őshonos.

## Alfajai
- Dipodomys californicus californicus Merriam, 1890
- Dipodomys californicus eximius Grinnell, 1919
- Dipodomys californicus saxatilis Grinnell & Linsdale, 1929

## Megjelenése
A kaliforniai kengurupatkánynak nagy szemei, fülei és selymes szőre van. Testhossza 260–340 milliméter, ebből a farok 152–217 milliméter. Testtömege 60-85 gramm.

## Életmódja
Éjjel aktív. A kaliforniai kengurupatkány magányos és területvédő. Tápláléka magvak, bogyók, lóhere, rovarok, vadzab, kis gumók és zöld növények. Természetes ellenségei a kitróka, a bagoly és a kígyó. A legidősebb fogságban tartott kaliforniai patkánykenguru 9 évig és 10 hónapig élt.

## Szaporodása
A párzási időszak februártól szeptemberig tart. A 29-36 napig tartó vemhesség végén 2-4 utódot hoz világra.